# Taraful
Taraful este un film românesc din 1989 regizat de Ion Truică.